# Neue Tonfilm München
Die Neue Tonfilm München Gesellschaft für Film- und Synchronproduktion mbH mit Sitz in Grünwald ist ein deutsches Produktionsunternehmen für die Synchronisation von Filmen und Fernsehserien.

## Geschichte
Das Unternehmen wurde 1990 vom Aufnahmeleiter Michael Hermes und dem Schauspieler und Synchronsprecher Pierre Peters-Arnolds in München gegründet.
Bekannt wurde die Gesellschaft insbesondere durch die Synchronisation der Krimiserie Columbo. Für RTL bearbeitete sie ab 1992 die letzten 11 Episoden der Serie sowie 8 alte Episoden aus den 1970er Jahren, die damals von der ARD nur gekürzt gezeigt wurden. Zu den namhaftesten Filmen, die von der Neuen Tonfilm synchronisiert wurden, zählen In the Line of Fire, Red Rock West, Wild Things oder Die fabelhafte Welt der Amélie, dessen deutsche Fassung 2002 mit dem Deutschen Preis für Synchron ausgezeichnet wurde. Langjährige Seriensynchronisationen der letzten Jahre waren die Sitcom Immer wieder Jim, die Justizserie Boston Legal oder die Krimiserie The Closer.
Darüber hinaus erstellt die Gesellschaft Voice-over-Vertonungen von Dokumentationen und Dokusoaps wie beispielsweise American Chopper oder Austin Stevens. Außerdem werden Nachsynchronisationen von deutschsprachigen Produktionen durchgeführt.
Die Gesellschaft ist seit 2003 in Grünwald-Geiselgasteig ansässig, wo sie drei eigene Aufnahmestudios betreibt.

## Produktionen

### Spielfilme (Auswahl)
- Unter Verdacht (1992)
- In the Line of Fire (1993)
- Red Rock West (1993)
- Während Du schliefst (1995)
- Sieben Jahre in Tibet (1997)
- Boogie Nights (1998)
- Ein einfacher Plan (1998)
- Wild Things (1998)
- Blair Witch Project (1999)
- The Sixth Sense (1999)
- Insider (2000)
- Thirteen Days (2000)
- Eine Nacht bei McCool’s (2001)
- Die fabelhafte Welt der Amélie (2001)
- Das Zimmer meines Sohnes (2001)
- The Man Who Wasn’t There (2001)
- Bowling for Columbine (2002)
- Yes (2004)
- L.A. Crash (2005)
- Transporter – The Mission (2005)
- Mein Bruder ist ein Einzelkind (2007)
- Violette (2013)
- Wild Card (2015)
- Stonehearst Asylum – Diese Mauern wirst du nie verlassen (2015)
- The Vatican Tapes (2015)
- Spooks – Verräter in den eigenen Reihen (2015)
- The Death of Stalin (2017)

### Fernsehserien (Auswahl)
- Columbo, 19 Episoden (1992–2003)
- Highlander, Staffel 1 und 2 (1992–1994)
- seaQuest DSV (1993–1996)
- Detektiv Rockford – Anruf genügt (1994–1997)
- Sliders – Das Tor in eine fremde Dimension (1997–2000)
- Nikita (1998–2000, 2003–2004)
- Gerichtsmediziner(in) Dr. Samantha Ryan/Dr. Leo Dalton/Silent Witness (seit 1999)
- Die wilden Siebziger, Staffeln 2 bis 5 (2000–2004)
- Für alle Fälle Amy (2001–2005)
- Beastmaster – Herr der Wildnis (2002–2003)
- The Agency – Im Fadenkreuz der C.I.A. (2002–2003)
- Immer wieder Jim (2004–2009)
- Tru Calling (2004–2005)
- Boston Legal (2005–2009)
- The Closer (2005–2012)
- Der Bestatter (Schweiz; 2015)
- Das Boot (seit 2018)

## Auszeichnungen
- 2002: Liliput-Preis für die Synchronfassung des Films Das Zimmer meines Sohnes
- 2002: Deutscher Preis für Synchron in der Kategorie Herausragendes Gesamtwerk für den Film Die fabelhafte Welt der Amélie
- 2007: Deutscher Preis für Synchron in der Kategorie Herausragendes Synchrondialogbuch für den Film Yes